# 멀리사 조앤 하트
멀리사 조앤 하트(Melissa Joan Hart, 1976년 4월 18일 ~ )는 미국의 배우이다.

## 출연 작품

### 드라마
- 사브리나

## 연출 작품
- 숲속괴담: 다크포레스트